# Olé Ola
Olé Ola è un album di Mongo Santamaría, pubblicato dalla Concord Jazz Picante Records nel 1989. Il disco fu registrato nel maggio del 1989 al "Coast Recorders" di San Francisco (California).

## Tracce
Lato A
1. Who's Got the Bread ? – 4:56 (Bobby Porcelli)
2. Olé ola – 3:42 (Diane Bulgarelli)
3. Now Is Forever – 4:50 (Ray Vega)
4. El campesino – 4:26 (Bob Quaranta)
5. Jeanie's Tune – 4:48 (Mitch Frohman)

Lato B
1. Mother Jones – 5:06 (Marty Sheller)
2. Aged in Soul – 5:58 (William Allen)
3. La tumba – 5:23 (Mongo Santamaría)
4. Papa Willie – 4:38 (William Allen)

## Musicisti
- Mongo Santamaría - congas
- Jill Armsbury - voce
- Marty Sheller - conduttore musicale
- Mitch Frohman - sassofono tenore, flauto
- Bobby Porcelli - sassofono alto, sassofono baritono, flauto
- Ray Vega - tromba, flugelhorn
- Bob Quaranta - pianoforte
- Bernie Monoso - basso
- Johnny Almendra Andreu - batteria, timbales
- Johnny Almendra Andreu - traps
- Humberto "Nengue" Hernandez - voce, percussioni
- Bobby Porcelli - arrangiamenti (brano: A1)
- Marty Sheller - arrangiamenti (brani: A2, B1 & B3)
- Ray Vega - arrangiamenti (brano: A3)
- Bob Quaranta - arrangiamenti (brano: A4)
- Mitch Frohman - arrangiamenti (brano: A5)
- William Allen - arrangiamenti (brani: B2 & B4)